# Hospital de la Santa Creu de Sant Feliu de Codines
L'Hospital de la Santa Creu de Sant Feliu de Codines és un edifici del municipi de Sant Feliu de Codines (Vallès Oriental) que forma part de l'Inventari del Patrimoni Arquitectònic de Catalunya.

## Descripció
Edifici aïllat de planta rectangular i compost de planta baixa i dos pisos amb coberta a quatre vessants acabada amb un ràfec que corona les façanes a excepció de la principal que queda acabada per una balustrada i cornisa. La façana és de composició plana i simètrica. Té un pati central. És un edifici rectangular i sever de reminiscències "herrerianes".

## Història
L'edifici de l'Hospital està enclavat sobre la font i els jardins dels Àlbers. Fou aixecat pel rector Agustí Santacruz el 1744. Des del 1859 és regentat per religiosos dominicans de l'Anunciata. Sota seu es van construir les escoles el 1940 i darrerament un dispensari o casal d'assistència a càrrec de la parròquia.